# 阿部あき子
阿部 あき子（あべ あきこ、1978年11月4日 - ）は、千葉県浦安市出身のフリーアナウンサー、女優。
旧芸名は阿部 哲子、阿部 暁燿子。

## 略歴
- 身長165cm、血液型はA型[1]。愛称「阿部ちゃん」。
- 千葉県立船橋高等学校横浜国立大学経営学部卒業[1]。
- 2001年4月、アナウンサーとして日本テレビに入社。報道、バラエティなどの番組に出演した。同期入社のアナウンサーは杉上佐智枝、西尾由佳理（現在:セント・フォース所属のフリーアナウンサー）、森圭介。
- 2006年11月4日、交際して4年目のTBS報道局記者と結婚[2]。夫は当時海外赴任中（JNN - RKB毎日放送バンコク支局に出向勤務）のため、婚姻届は一人で出しに行った。
- 結婚後は夫の仕事の関係上、夫婦別居状態で自身も仕事を続けていた。9月30日付で退社。
- 2007年10月6日、都内のホテルで挙式・披露宴を行った。その後、夫の赴任地バンコクへ移住。同年12月1日付で、オスカープロモーションとマネージメント契約を結んだ。
- 2009年2月5日、『ラジかるッ』で日本テレビ退職以来、約1年半ぶりのテレビ出演を果たした。
- 2009年10月、第一子となる男児を出産。
- 2010年12月、オスカープロモーションと契約解消。
- 2011年1月付で、PKPとマネージメント契約を結んだ。
- 2013年12月、PKPと契約解消。
- 2014年1月付で、アワーソングスクリエイティブとマネージメント契約を結んだ。
- 2017年5月、離婚[2]。
- 2018年10月を以ってレギュラー出演していた全番組から降板[3]。
- 2020年1月16日、『バラいろダンディ』（TOKYO MX）にゲストとして生出演した[4]。
- 2020年7月、立飛ホールディングスの広報部に入社[5][6]
- 2020年11月、アワーソングスクリエイティブ関連会社のブランニューミュージックへ移籍。
- 2021年10月、「暁燿子」に改名した(読み方は変わらず あきこ)。
- 2022年7月、「あき子」に改名した。
- 2023年4月、ジオテクノロジーズにマーケティングPRとして入社[6][7]。

## 人物

### 嗜好
- 酒：ビール[8]、ワイン[9]、最近はマッコリも[10]。
- 好きなもの：ラーメン[11]、パン[12]、コーヒー[13]、肉[14]、原色[15]、雨の日[16]。
- 場所：海より山の方が好きだったが、モルディブに行った時に考えが変わったことがあった[17]。
- 音楽：高校時代からスピッツの大ファン[18]。尾崎豊、JUDY AND MARYも自分にとっての“青春ソング”である[19]。

### 免許・資格
- 薬膳インストラクター、タイ古式マッサージ、ベビーマッサージ、中型自動二輪[20]。

### エピソード
- フリーアナウンサーの宮川俊二は親戚である[21]。
- 仕事以外では人見知り。派手なパーティーなどは苦手と言う[22]。
- これまでホットヨガ、ダンス、水泳などを試した[23]。

## 出演

### テレビ

#### 日本テレビ時代
- NNNニュースダッシュ
- ステキにごはん
- ものまねバトル
- アナちゃん劇場
- 汐留スタイル!（火）
- @サプリッ!
- スポーツMAX
  - スポーツ大MAX
- テレつく!（日）
- スポんちゅ（月・火）
  - 大スポんちゅ
- 極上!腹ぺこ旅レシピ
- 喰いタン スペシャル in 香港（2006年9月30日）
- トリノオリンピック（日本テレビ現地キャスター）
- スッキリ!!（2006年4月2日 - 2007年9月28日）
- 笑点「アナウンサー大喜利」

#### フリー転身後
- 嫁喜ばせ株式会社 Part2（2009年、日本テレビ）
- ザ!芸能人ナイショのストーリー（秘）映像GP（2010年5月27日、TBS）
- ステキ+Life（2011年4月 - 2015年9月、J-COM） - メインMC （2012年11月5日放送分から楽天市場の各店などが衣装協力）
- 日本独占!第63回カンヌ映画祭授賞式ライブ（2011年5月23日、ムービープラス） - 司会
- 桜蘭高校ホスト部 第4・8話（2011年8月12日・9月9日、TBS） - 秘書 役
- ストップ万引き!なるほどなっとくパトロール（警視庁啓発用ビデオ） - 司会
- ロンドン2012年パラリンピック（2012年8月30日 - 9月10日、BSスカパー!／スカチャン5） - キャスター）
- 目指せ世界一 パラリンピアン大集合SP（2012年8月19日、BSスカパー／スカチャン5）
- ニッポン・ダンディ（2012年10月 - 2014年3月、TOKYO MX） - 木曜MC
- インテリア日和（2013年4月5日 - 2018年10月5日、テレビ東京系列） - 金曜ナビゲーター
- エロジカルTV（2013年9月15日 - 、NOTTV1）
- 週末めとろポリシャン♪（2013年10月 - 2014年3月、TOKYO MX） - 第1、第3金曜日
- バラいろダンディ（TOKYO MX） - 木曜MC（2014年4月 - 2015年3月）→火 - 木曜MC（2015年3月 - 2017年3月）→月 - 木曜MC (2017年4月 - 2018年9月)
- 淳と隆の週刊リテラシー→週刊リテラシー（2014年4月 - 2016年9月、TOKYO MX）
- 未来展望～百年の計～（2016年4月 - 2016年9月、TOKYO MX） - 毎週月曜日  ※BS12 でも放送
- 田村淳の訊きたい放題（2016年10月 - 2018年9月、TOKYO MX）
- 梅沢富美男のズバッと聞きます!（2017年7月28日・12月1日 金曜プレミアム、フジテレビ） - 進行
- ナカイの窓 「海外生活素晴らしい！」（2018年1月24日、日本テレビ）
- 梅沢富美男のズバッと聞きます!（2018年4月18日 - 9月19日、フジテレビ） - アシスタントMC
- ご当地人図鑑：浦安人図鑑（初回 2018年4月 - 10月 、毎日2回放映、JCOM浦安） - MC
- THEわれめDEポン (2021年5月29日 、フジテレビONE )-プレイヤー（雀士）
- 麻雀最極決定戦！サバイバルバトル極雀 season30 (2021年9月12日 、フジテレビONE )-プレイヤー（雀士）

雀士）
- 至高のひととき〜多摩・立川 オトナ時間～ 毎週火曜日 21:25～21:30 (TOKYO MX1、2022年9月6日〜) ナレーション

### ラジオ
- TOKYO MORNING RADIO（J-WAVE、2010年）ゲスト
- FUTURESCAPE（FMヨコハマ、2010年7月17日）柳井麻希の代理パーソナリティ
- シナプス（TOKYO FM、2011年）よ・み・き・か・せ
- NTTファシリティーズ presents Smart ACADEMY（TOKYO FM、2012年5月5日～2013年3月30日）
- Beautiful Sunday（FM NACK5、2012年9月2日～2015年2月22日　毎週日曜日 10:20～）パーソナリティ
- 伊集院光の週末TSUTAYAに行ってこれ借りよう!（TBSラジオ、2014年10月17日～2016年4月22日）4代目番組アシスタント[24]
- たまむすび（TBSラジオ、2015年9月25日）小林悠の代理パーソナリティ[25]
- 生島ヒロシのおはよう定食・おはよう一直線（TBSラジオ、2015年12月28日）生島ヒロシの代理パーソナリティ
- SUNDAY FLICKERS（JFN、2016年8月7日～2017年9月24日）5代目番組アシスタント
- あの人この人時の人（Tokyo Star Radio(八王子エフエム) 、2021年8月6、13、20、27日）ゲスト
- アフタヌーン・ブリーズ（エフエム立川) 、2021年10月7日〜　毎週木曜日15:00-15:30。立川 グリーンスプリングスから生放送。パーソナリティ

### 舞台
- 福沢一座
  - 進め!ニホンゴ警備隊（2004年1月28日 - 2月1日、新宿シアターアプル。日本テレビ開局50年記念事業）
  - Dr.TV 汐留テレビ緊急救命室（2005年1月25日 - 1月30日、池袋サンシャイン劇場）
- シラノ・ド・ベルジュラック（2010年9月29日 - 10月10日、俳優座劇場・2010年10月14日 - 17日、新神戸オリエンタル劇場） - ロクサーヌ 役

### イベント
- 2011年5月 「Japan Girls Meeting」MC

### 雑誌
- 主婦と生活社「CHANTO」メインモデル、エッセイ連載（2014年6月創刊号から2016年1月号までの隔月）
- 光文社「Smart FLASH」女子アナ日下千帆の「美女は友達」元日テレ・阿部哲子アナ[26]

### CM
- スタジオマリオ（2018年）
- HONDA「N BOX×スッキリ!!」（2017年）
- NTTdocomo「dポイントカード×シューイチ」（2017年）
- 日清食品「日清焼そば×ヒルナンデス!」（2017年）
- P&G「アリエールパワージェルボールS×ヒルナンデス!」（2017年）
- P&Gマックスファクター「SK-ⅱ」（2017年）
- 日本民間放送連盟「トリノオリンピック2006」（2006年）